# محمد صالح خنجي
الشيخ محمد صالح بن يوسف خنجي (1298 هـ / 1880 م - 1387 هـ / 1967 م) هو فقيه وشيخ سني بحريني، فهو ثاني بحريني يتخرج من جامعة الأزهر حيث درس بها بين 1900 و1904، كما اهتم بالثقافة والأدب والشعر والفلسفة وكان ذو فكر تجديدي واشتهر برؤيته الإصلاحية النهضوية.

## سيرة عملية
ولد محمد صالح خنجي في البحرين عام 1880 لعائلة خنجي العباسية الهاشمية، وقد درس في مدرسة الشيخ أحمد بن مهزع في المنامة وبسبب تأثره بالشيخ إبراهيم بن محمد آل خليفة ومكتبته الضخمة حتى سافر بحراً إلى مصر للدراسة في جامعة الأزهر في عام 1899 / 1900 وعاد من القاهرة إلى البحرين في عام 1904، وذلك في نفس الفترة التي كان فيها الشيخ محمد عبده (توفي عام 1905م) مفتيا للديار المصرية.
وقد عاد الشيخ محمد صالح بعقل منفتح ورؤى إصلاحية، حيث تولى أول مدرسة أهلية في البحرين في فريج الزياينة بمدينة المحرق عام 1912.
ساهم في تأسيس نادي مجموعة "نادي إقبال أوال" عام 1912 إلا أنها عورضت من قبل العديد من المشايخ آنذاك فآثر السفر إلى مومباي.
عاد بطلب من محمد سالم السديراوي لتولي منصب كاتب الإدارة الخيرية للتعليم ضمن اللجنة المكلفة بالإشراف على مدرسة الهداية الخليفية عام 1920.
عمل معاوناً في عقد 1930 معاوناً لرئيس بلدية المحرق قبل أن يلتحق في أوائل عقد 1940 بسلك التعليم للعمل كمدرس، حيث كانت وظيفته التي بقي فيها حتى وفاته 1967.

## حياة شخصية
سكن محمد صالح في المحرق حتى عقد 1940، حيث انتقل إلى العاصمة المنامة.
تزوج من سيدتين وأنجب منهن يوسف وسعد الدين وسامية وعريفة وفريدة وحميدة ونورجهان وزينب وبلقيس.

## وفاته
توفي الشيخ محمد صالح خنجي عام 1967 ودفن في البحرين.